# 太陽を愛したひと〜1964あの日のパラリンピック〜
『スペシャルドラマ　太陽を愛したひと〜1964あの日のパラリンピック〜』は、2018年8月22日にNHK総合で放映された、単発スペシャルのテレビドラマ。
1964年東京パラリンピックを成功に導いた医師・中村裕の人生をドラマ化したものである。
2021年8月21日（土）午前11：10～12：49（前編11:10～12:00、後編12:00～12:49）に、実際の関係者へのインタビューを追加した特別版再放送がNHK・BS1で放映された。

## 出演
- 中村裕（なかむらゆたか）：向井理
- 中村廣子（なかむらひろこ）：上戸彩
- 土山アキラ：志尊淳
- 村上久子：安藤玉恵
- 岸本茜：飯豊まりえ
- 土山正之：山口馬木也
- 服部うめ：久保田磨希
- 服部健三：今野浩喜
- 三沢：ミスターちん
- L・グットマン博士：チャールズ・グラバー
- 五十嵐：山上賢治
- 尾崎守：長谷川朝晴
- 内藤：小野了
- 五十嵐：山上賢治
- 立石一真：田山涼成
- 畑田和男：尾上松也
- 天児民和（あまこたみかず）：松重豊
- 中村廣子(現代）：岸恵子
- 黒坂真美、黒田こらん、伊藤修子、たくませいこ、佐藤もみじ、吉田ウーロン太、宮地大介、嘉人、岡雅史、津田英佑、市川刺身（そいつどいつ）、笹本はやて（ネイチャーバーガー）、大和田紗希 ほか

## スタッフ
- 原案：三枝義浩『太陽の仲間たちよ』
- 脚本：山浦雅大
- ドキュメント構成：諸橋隼人
- ドラマ演出：佐々木章光
- ドキュメントパートナレーション：徳重聡
- 歌：サラオレイン
- 音楽：栗山和樹
- 医療指導：山本昌督
- リハビリ監修：野地吾希夫
- 車いすバスケット指導：三宅克己
- 車いすマラソン指導：花岡伸和
- パラ水泳指導：櫻井誠一
- 資料提供：太陽の家、大分合同新聞
- 映像提供：大分放送、テレビ大分
- 取材協力：日本車いすバスケットボール連盟、日本身体障がい者水泳連盟
- プロデューサー：水野督世
- 制作統括：千葉聡史、島田雄介、中尾幸男
- 制作：NHKエンタープライズ
- 制作著作：NHK、テレパック